# City of Leeds
Leeds ist ein Metropolitan Borough mit dem Status einer City im Metropolitan County West Yorkshire in England. Verwaltungssitz ist die gleichnamige Stadt Leeds, in der knapp zwei Drittel der Bevölkerung leben. Weitere bedeutende Orte im Borough sind Boston Spa, Bramham cum Oglethorpe, Bramhope, Garforth, Horsforth, Morley, Otley, Pudsey, Rawdon, Rothwell, Wetherby und Yeadon.
Die Reorganisation der Grenzen und der Kompetenzen der lokalen Behörden führte 1974 zur Bildung des Metropolitan Borough. Fusioniert wurden dabei der County Borough Leeds, die Municipal Boroughs Morley und Pudsey, die Urban Districts Aireborough, Horsforth, Otley und Rothwell sowie Teile der Rural Districts Tadcaster und Wetherby. Diese Gebietskörperschaften gehörten zuvor zur Grafschaft West Riding of Yorkshire.
1986 wurde Leeds faktisch eine Unitary Authority, als die Zentralregierung die übergeordnete Verwaltung von West Yorkshire auflöste. Leeds blieb für zeremonielle Zwecke Teil von West Yorkshire und ist auch weiterhin für einzelne übergeordnete Aufgaben wie Polizei, Feuerwehr und öffentlicher Verkehr zuständig.

## Politik
Leeds besitzt einen Stadtrat (Leeds City Council) mit insgesamt 99 Abgeordneten; jeder Ward stellt dabei drei Abgeordnete. Innerhalb von vier Jahren finden drei Wahlen statt, in denen jeweils ein Drittel der Abgeordneten für vier Jahre ins Amt gewählt werden. Derzeit besteht die Stadtregierung aus einer Koalition der Labour-Partei mit den Grünen. Seit der Abschaffung des West Yorkshire Council 1986 ist der Stadtrat die höchste Regierungsinstanz auf kommunaler Ebene.
In Leeds bestehen insgesamt 32 Civil parishes. Sie stellen die unterste Instanz auf kommunaler Ebene dar und besitzen mehrheitlich „Parish councils“. Die Räte von Horsforth, Morley, Otley und Wetherby werden als „Town council“ bezeichnet. Die Kernstadt ist eine sogenannte unparished area.
- Greens: 6
- Labour: 60
- SDP: 3
- LibDem: 6
- Cons.: 14
- Unabh.: 10

Unabh. = Morley Borough Ind. (4), Garforth & Swillington Ind. (3) und Local Independent (3)
Leeds stellt insgesamt acht Abgeordnete für das Britische Unterhaus. Die zehn Wahlkreise heißen Leeds Central and Headingley, Leeds East, Leeds North East, Leeds North West, Leeds South, Leeds South West and Morley, Leeds West and Pudsey, Selby, Wakefield and Rothwell und Wetherby and Easingwold.
Leeds war Teil des Wahlkreises Yorkshire and the Humber des Europäischen Parlaments.

## Städtepartnerschaften

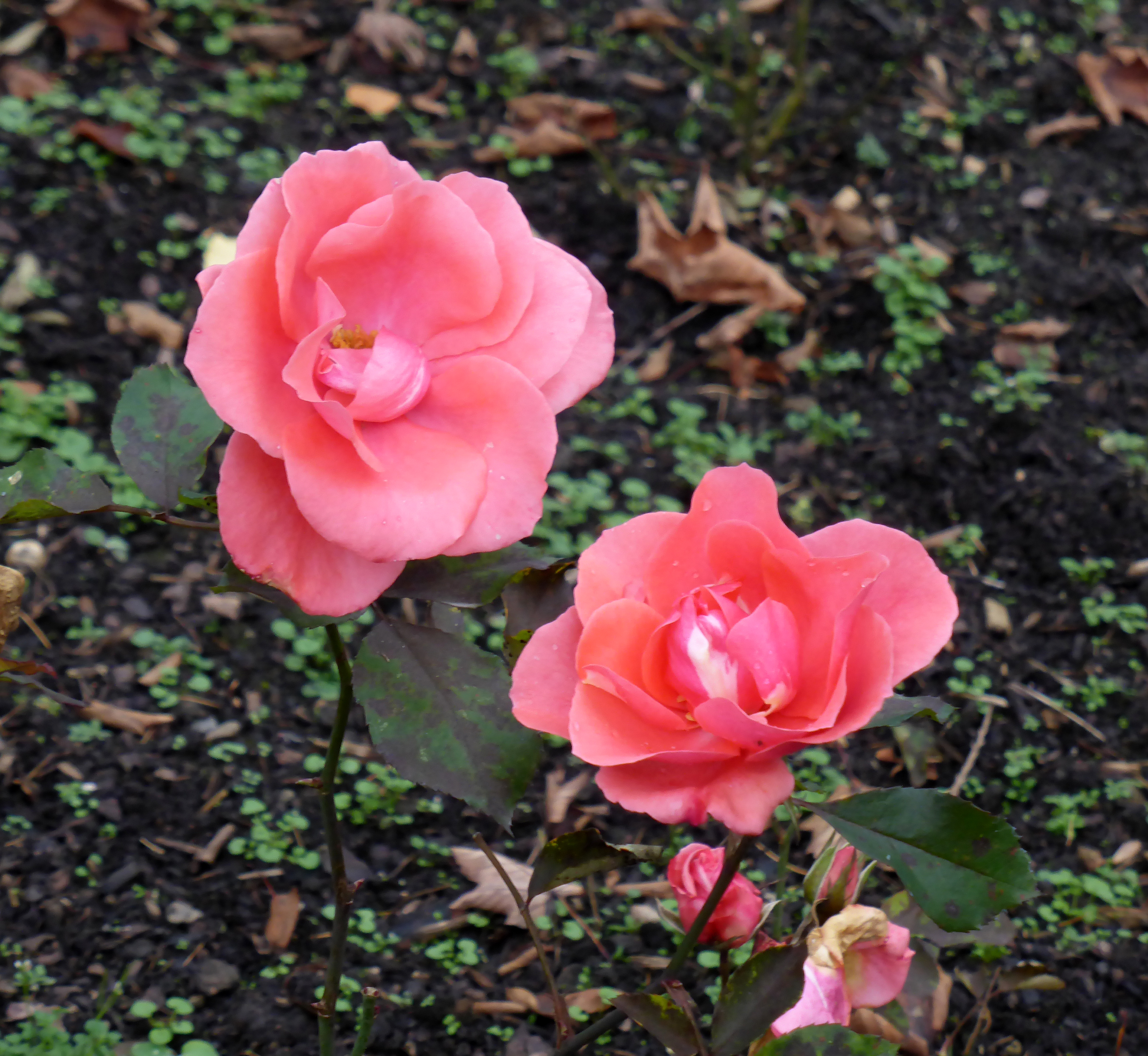
City of Leeds (Rose)

Leeds unterhält Städtepartnerschaften mit 8 Städten.
|  | - Brünn, Tschechien - Colombo, Sri Lanka - Dortmund, Deutschland - Durban, Südafrika | - Hangzhou, Volksrepublik China - Lille, Frankreich - Louisville, Vereinigte Staaten - Siegen, Deutschland |

## Einwohnerentwicklung
Die folgende Tabelle zeigt die Einwohnerzahl von Leeds, bezogen auf die Fläche des heutigen Metropolitan Boroughs.
| Einwohnerentwicklung im Metropolitan Borough Leeds seit 1801 | Einwohnerentwicklung im Metropolitan Borough Leeds seit 1801 | Einwohnerentwicklung im Metropolitan Borough Leeds seit 1801 | Einwohnerentwicklung im Metropolitan Borough Leeds seit 1801 | Einwohnerentwicklung im Metropolitan Borough Leeds seit 1801 | Einwohnerentwicklung im Metropolitan Borough Leeds seit 1801 | Einwohnerentwicklung im Metropolitan Borough Leeds seit 1801 | Einwohnerentwicklung im Metropolitan Borough Leeds seit 1801 | Einwohnerentwicklung im Metropolitan Borough Leeds seit 1801 | Einwohnerentwicklung im Metropolitan Borough Leeds seit 1801 | Einwohnerentwicklung im Metropolitan Borough Leeds seit 1801 | Einwohnerentwicklung im Metropolitan Borough Leeds seit 1801 | Einwohnerentwicklung im Metropolitan Borough Leeds seit 1801 | Einwohnerentwicklung im Metropolitan Borough Leeds seit 1801 | Einwohnerentwicklung im Metropolitan Borough Leeds seit 1801 | Einwohnerentwicklung im Metropolitan Borough Leeds seit 1801 | Einwohnerentwicklung im Metropolitan Borough Leeds seit 1801 | Einwohnerentwicklung im Metropolitan Borough Leeds seit 1801 | Einwohnerentwicklung im Metropolitan Borough Leeds seit 1801 | Einwohnerentwicklung im Metropolitan Borough Leeds seit 1801 | Einwohnerentwicklung im Metropolitan Borough Leeds seit 1801 | Einwohnerentwicklung im Metropolitan Borough Leeds seit 1801 | Einwohnerentwicklung im Metropolitan Borough Leeds seit 1801 |
| Jahr                                                         | 1801                                                         | 1811                                                         | 1821                                                         | 1831                                                         | 1841                                                         | 1851                                                         | 1861                                                         | 1871                                                         | 1881                                                         | 1891                                                         | 1901                                                         | 1911                                                         | 1921                                                         | 1931                                                         | 1941                                                         | 1951                                                         | 1961                                                         | 1971                                                         | 1981                                                         | 1991                                                         | 2001                                                         | 2011                                                         |
| ------------------------------------------------------------ | ------------------------------------------------------------ | ------------------------------------------------------------ | ------------------------------------------------------------ | ------------------------------------------------------------ | ------------------------------------------------------------ | ------------------------------------------------------------ | ------------------------------------------------------------ | ------------------------------------------------------------ | ------------------------------------------------------------ | ------------------------------------------------------------ | ------------------------------------------------------------ | ------------------------------------------------------------ | ------------------------------------------------------------ | ------------------------------------------------------------ | ------------------------------------------------------------ | ------------------------------------------------------------ | ------------------------------------------------------------ | ------------------------------------------------------------ | ------------------------------------------------------------ | ------------------------------------------------------------ | ------------------------------------------------------------ | ------------------------------------------------------------ |
| Einwohner                                                    | 94.421                                                       | 108.459                                                      | 137.476                                                      | 183.015                                                      | 222.189                                                      | 249.992                                                      | 311.197                                                      | 372.402                                                      | 433.607                                                      | 503.493                                                      | 552.479                                                      | 606.250                                                      | 625.854                                                      | 646.119                                                      | 668.667                                                      | 692.003                                                      | 715.260                                                      | 739.401                                                      | 696.732                                                      | 716.760                                                      | 715.404                                                      | 751.500                                                      |
| Veränderung in %                                             | –                                                            | +14,87                                                       | +26,75                                                       | +33,13                                                       | +21,40                                                       | +12,51                                                       | +24,48                                                       | +19,67                                                       | +16,44                                                       | +16,12                                                       | +9,73                                                        | +9,73                                                        | +3,23                                                        | +3,24                                                        | +3,49                                                        | +3,49                                                        | +3,36                                                        | +3,38                                                        | −5,77                                                        | +2,87                                                        | −0,19                                                        | +5,05                                                        |
| Quelle: Vision of Britain und amtliche Statistik             |                                                              |                                                              |                                                              |                                                              |                                                              |                                                              |                                                              |                                                              |                                                              |                                                              |                                                              |                                                              |                                                              |                                                              |                                                              |                                                              |                                                              |                                                              |                                                              |                                                              |                                                              |                                                              |